# Sainte-Flaive-des-Loups
Sainte-Flaive-des-Loups település Franciaországban, Vendée megyében. Lakosainak száma 2547 fő (2022. január 1.). Sainte-Flaive-des-Loups Aubigny-les-Clouzeaux, Le Girouard, Landeronde, Nieul-le-Dolent, Saint-Georges-de-Pointindoux, Les Achards és Les Clouzeaux községekkel határos.

## Népesség
A település népessége az elmúlt években az alábbi módon változott:
| Lakosok száma | 2282 | 2362 | 2404 | 2395 | 2417 | 2439 | 2490 | 2522 | 2547 |
|               | 2013 | 2015 | 2016 | 2017 | 2018 | 2019 | 2020 | 2021 | 2022 |